# Municipio de Linden (Iowa)
El municipio de Linden (en inglés: Linden Township) es un municipio ubicado en el condado de Winnebago en el estado estadounidense de Iowa. En el año 2010 tenía una población de 133 habitantes y una densidad poblacional de 1,43 personas por km².

## Geografía
El municipio de Linden se encuentra ubicado en las coordenadas 43°17′31″N 93°47′3″O / 43.29194, -93.78417. Según la Oficina del Censo de los Estados Unidos, el municipio tiene una superficie total de 92.81 km², de la cual 92,65 km² corresponden a tierra firme y (0,18 %) 0,17 km² es agua.

## Demografía
Según el censo de 2010, había 133 personas residiendo en el municipio de Linden. La densidad de población era de 1,43 hab./km². De los 133 habitantes, el municipio de Linden estaba compuesto por el 96,24 % blancos, el 3,01 % eran de otras razas y el 0,75 % eran de una mezcla de razas. Del total de la población el 3,76 % eran hispanos o latinos de cualquier raza.